# 안동건
안동건(安東建, 1971년 6월 28일 ~)은 대한민국 프로 장기 기사이다. 2001년에 입단 하였고, 브레인TV에서 장기해설자로 활동하고 있다. 호는 평심(平心)이다.

## 약력
- 2001년 프로 입단
- 2001년 1월 아마 온라인 위즈게이트배 우승(優勝),
- 2001년 8월 아마 온라인 천리안배 우승(優勝)(한겨레신문 2001년 8월 22일 29면에 게재)
- 2002년 제12회 명인전 40강
- 2003년 제3회 KBS 장기왕전 24강
- 2004년 제4회 KBS 장기왕전 준우승
- 2005년 제5회 KBS 장기왕전 3위, 제14회 명인전 32강
- 2006년 제6회 KBS 장기왕전 12강, 총재배 16강
- 2007년 제15회 명인전 8강
- 2008년 제1회 이체배 왕위전 32강
- 2008년 12월 1일 六단 승단
- 2011년 제2회 기성전 32강
- 2013년 4월 1일 八단 승단
- 2013년 설날특집 KBS 장기왕전 준우승, 제16회 명인전 32강
- 2014년 6월 25일 九단 승단
- 2015년 9월 26일 한중수교 23주년, 광복70주년 및 중국동포의 날 기념
- "제2회 중국동포 민속문화大축제" 민속장기 부문 우승(優勝)
- 2017년 10월 3일  제4회 중국동포민속문화大축제 장기부문 4위
- 2017년 8월 20일 (사) 대한장기협회 기술위원회 위원으로 선임
- 2017년 회장배 32강
- 2018년 회장배 준우승, 총재배 8강, 동령배 8강
- 2018년 10월 20일 2018년 전국 방송통신중학교 학예경연대회 체육부문 심사위원으로 위촉됨
- 2019년 2월 17일  (사)대한장기협회 선거관리위원회 위원으로 선임
- 2019년 5월1일 1급 심판자격증 최초 수료(제2019-1호)
- 2019년 6월23일 하나은행배 4위
- 2019년 10월 19일 2019년 전국 방송통신중학교 학예경연대회 생활체육(장기)부문 심사위원으로 위촉됨
- 2020년 사단법인 대한장기연맹 경기운영부위원장
- 2021년 그린액월드배 4회 프로기전 본선 2라운드 진출 에이원팀
- 2021년 템프업배 4회 오픈장기최강전 준우승